# كورا (اليابان)
كورا  هي بلدية في اليابان، وبلدة في اليابان، تقع في شيغا، ومقاطعة إينوكامي، بلغ عدد سكانها 6,686  نسمة وذلك حسب إحصائيات سنة 2018، تبلغ مساحتها 13.63 كيلومتر مربع.